# 南消防署 (名古屋市)

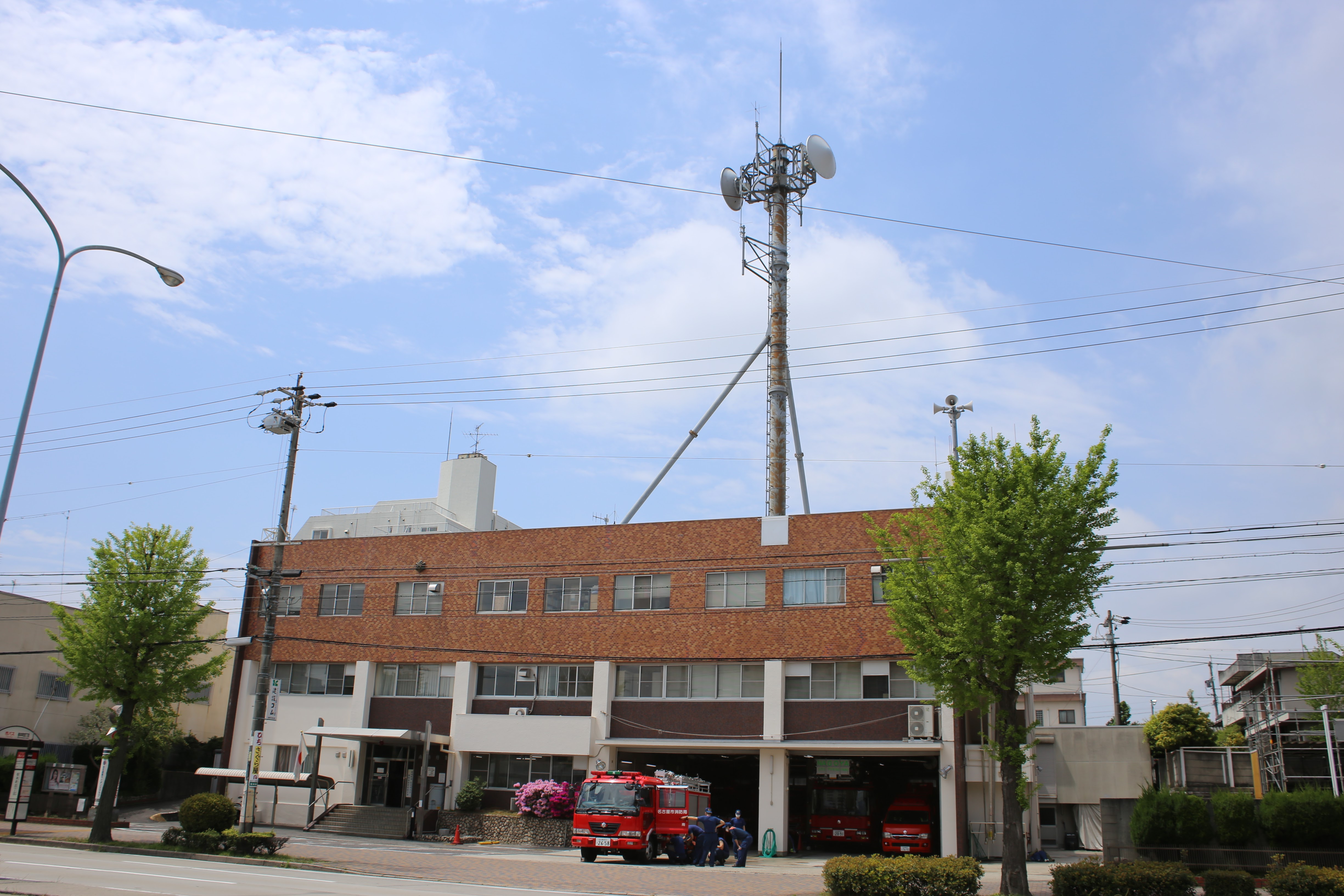
南消防署

南消防署（みなみしょうぼうしょ）は、名古屋市南区を所管する名古屋市消防局の消防署。

## 沿革
- 1939年（昭和14年）12月 - 愛知県港消防署呼続出張所が新設される[1]。
- 1942年（昭和17年）7月1日 - 愛知県港消防署呼続出張所を改組し、南区桜本町二丁目において愛知県櫻消防署として発足する[2]。同時に港消防署から大江出張所が移管される[2]。
- 1943年（昭和18年）8月17日 - 笠寺出張所が南区笠寺町字一ノ割、大同出張所が南区大同町3丁目4番地にそれぞれ新設される[2]。
- 1944年（昭和19年）
  - 2月11日 - 明治出張所が南区南陽通4丁目30番地に新設される[2]。
  - 4月1日 - 本署に救護隊が設置されるが、同年9月に廃止[2]。
  - 10月12日 - 金城鑿岩機・岡本工業笠寺工場・高野精密工業・名古屋螺子製作所・三菱航空機道徳工場・住友電気工業名古屋製作所・三菱航空機大府工場の7箇所に臨時出張所を設置、大同製鋼星崎工場・豊国機械工業の2箇所に消防ポンプ緊急配置所をそれぞれ設置し、戦時体制に備えた[2]。
- 1945年（昭和20年）
  - 3月12日 - 臨時出張所が空襲により1箇所焼失[2]。
  - 5月17日 - 消防ポンプ緊急配置所についても空襲により双方とも焼失[2]。
  - 8月15日 - 各地に新設した臨時出張所を一斉に廃止[2]。
  - 10月1日 - 笠寺出張所を廃止[2]。
- 1946年（昭和21年） - 明治出張所を廃止[2]。
  - 8月15日 - 大江出張所を一時閉鎖[2]。
- 1948年（昭和23年）3月7日 - 愛知県櫻消防署が名古屋市消防局に移管され、名古屋市南消防署となる[2]。
- 1949年（昭和24年）8月16日- 南区呼続町にあった名鉄踏切において消防車と電車が衝突する事故が発生し、6人が殉職する事態となった[3]。事故を伝える「南消防職員殉職之碑」が区内黄竜寺境内に建立されている[3]。
- 1950年（昭和25年）11月22日 - 大江出張所を再開[4]。
- 1960年（昭和35年）3月20日 - 大江出張所の所在地が住居表示により加福本通一丁目11番地に変更[4]。
- 1961年（昭和36年）4月17日 - 大同出張所を改築[4]。
- 1962年（昭和37年）10月1日 - 本署に救護隊が設置[4]。
- 1963年（昭和38年）5月2日 - 大江出張所が改築される[4]。
- 1965年（昭和40年）4月1日 - 本署が南区千竈通2丁目12番地に移転し、同時に桜出張所が桜本町2丁目6番地に新設される[4]。
- 1970年（昭和45年）11月25日 - 大同出張所に救急隊が設置される[4]。
- 1972年（昭和47年）4月11日 - 道徳出張所を南区泉楽通1丁目8番地に新設[3]。
- 1973年（昭和48年）
  - 3月17日 - 本署を南区桜本町24番地に移転[3]。
  - 10月1日 - 桜出張所を廃止[3]。
- 1977年（昭和52年）4月1日 - 星崎出張所を南区鳴尾一丁目79番地に新設[3]。

## 拠点
- 本署[1]
- 星崎出張所[1]
- 大同出張所[1]
- 大江出張所[1]
- 道徳出張所[1]